# Saint-Sulpice-des-Landes (Loire-Atlantique)
Saint-Sulpice-des-Landes is een plaats en voormalige gemeente in het Franse departement Loire-Atlantique in de regio Pays de la Loire.

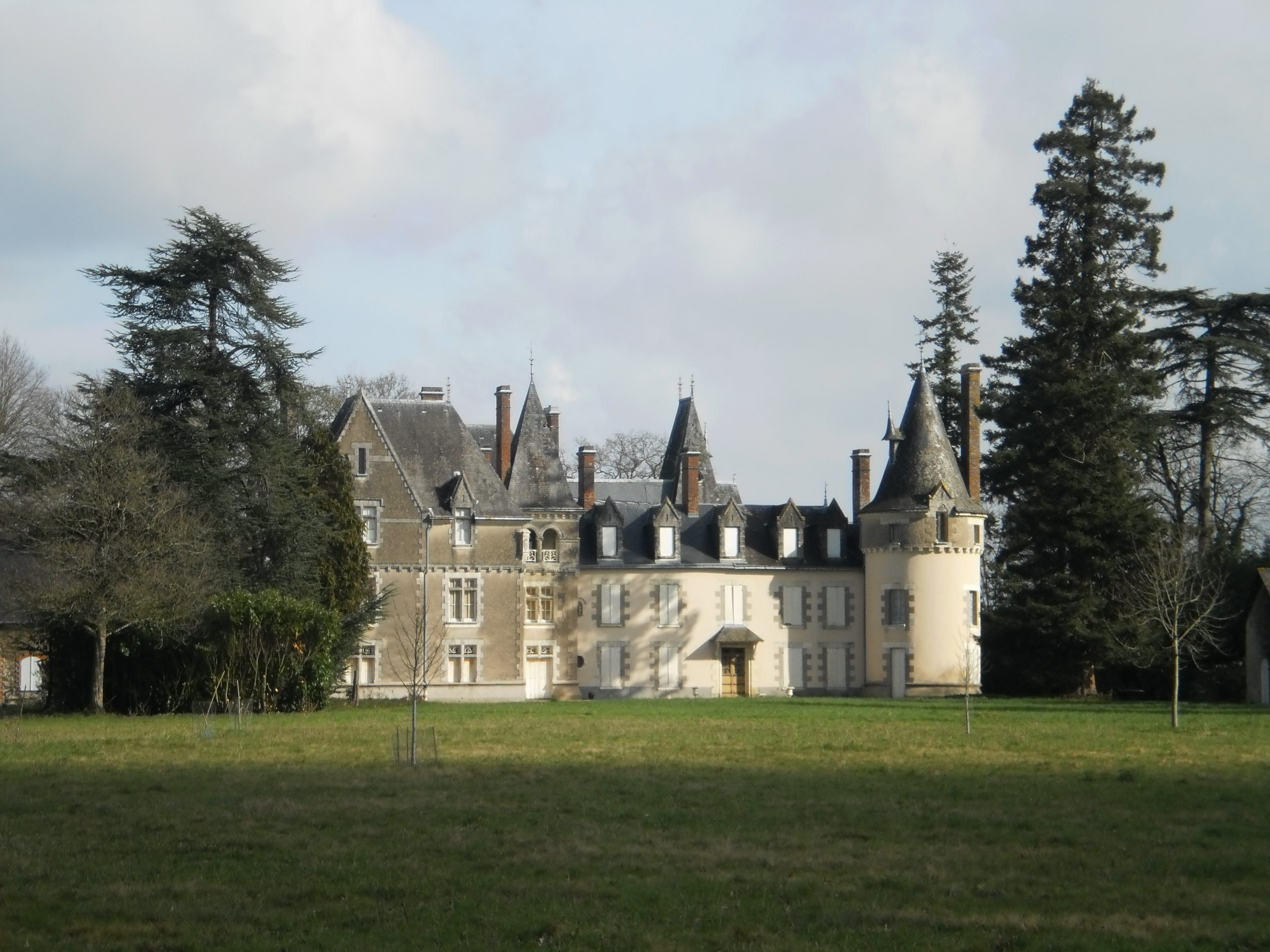
Château du Courdray
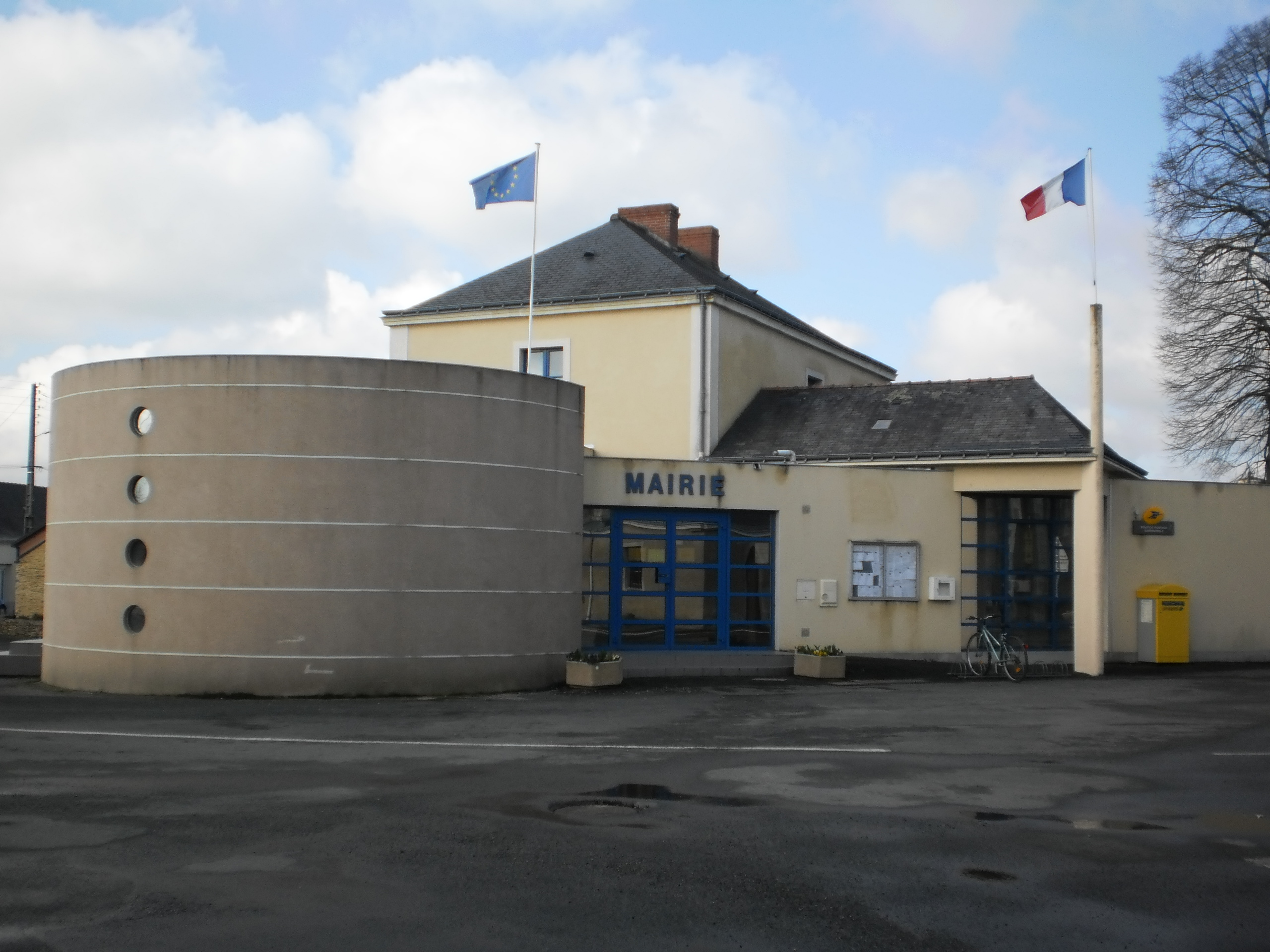
Gemeentehuis
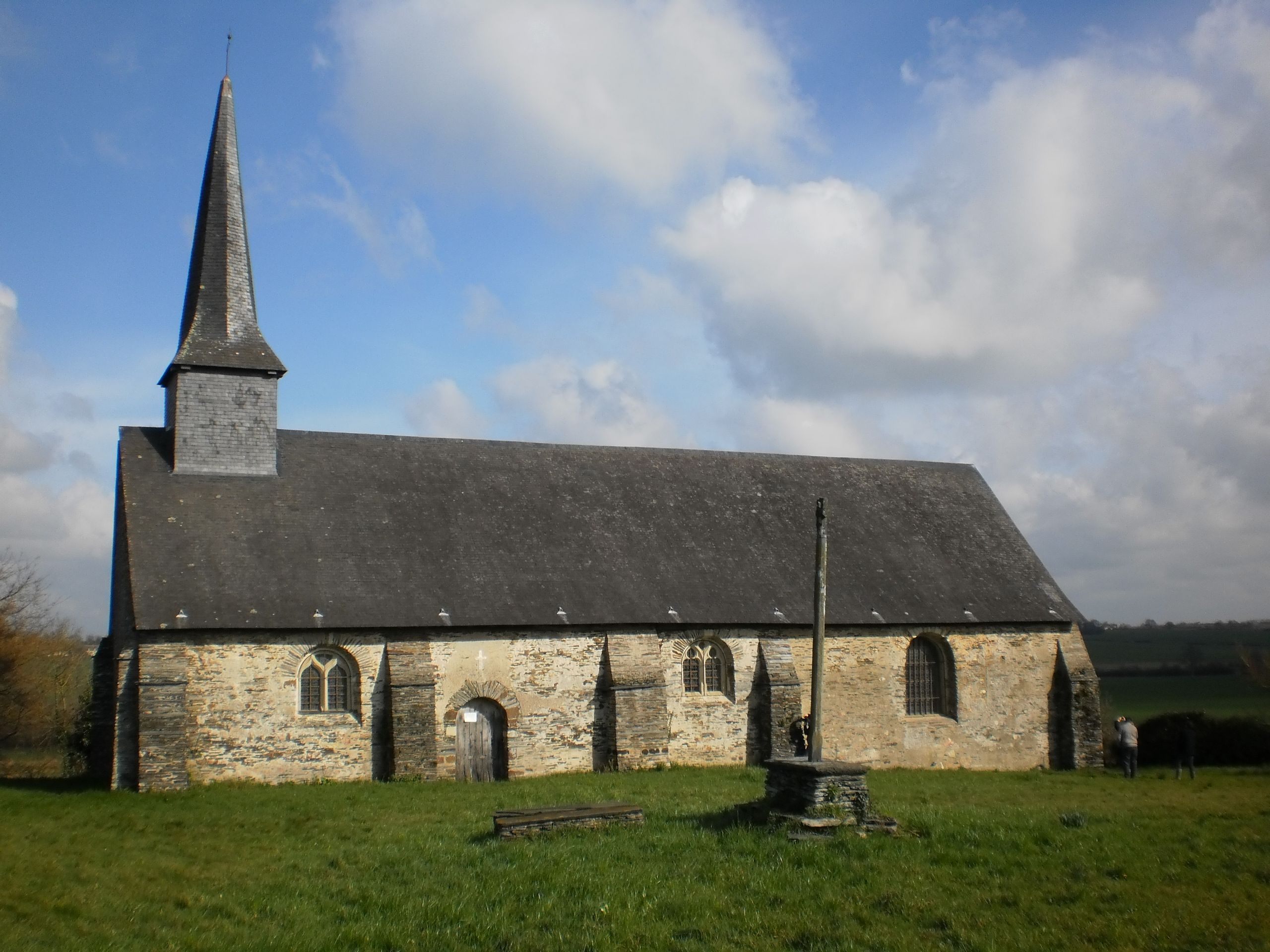
Kerk van het oude gedeelte van Saint-Sulpice-des-Landes

## Geschiedenis
De gemeente maakte deel uit van het arrondissement Ancenis totdat het op 15 maart 2015 fuseerde met het arrondissement Châteaubriant tot het huidige arrondissement Châteaubriant-Ancenis. Op 1 januari 2018 fuseerde de gemeente met Bonnœuvre, Maumusson, Saint-Mars-la-Jaille en Vritz en de gemeente Freigné in het aangrenzende departement Maine-et-Loire tot de commune nouvelle Vallons de l'Erdre.

## Geografie
De oppervlakte van Saint-Sulpice-des-Landes bedraagt 31,4 km², de bevolkingsdichtheid is 19,4 inwoners per km².
De onderstaande kaart toont de ligging van Saint-Sulpice-des-Landes (Loire-Atlantique) met de belangrijkste infrastructuur en aangrenzende gemeenten.

## Demografie
Onderstaande figuur toont het verloop van het inwonertal.
Bonnœuvre · Freigné · Maumusson · Saint-Mars-la-Jaille · Saint-Sulpice-des-Landes · Vritz